# Premi Jean Vigo
El Premi Jean-Vigo (en francès Prix Jean-Vigo) és un premi de cinema francès que es concedeix des de 1951.

## Presentació
El premi pren el nom del director francès Jean Vigo, que va morir el 1934 als vint-i-nou anys.
El premi Jean-Vigo sembla haver estat imaginat per Armand-Jean Cauliez, professor, biògraf i historiador del cinema, i després fundat el 1951 per Claude Aveline, marmessor de Jean Vigo, envoltat d'alguns amics i familiars del cineasta, Jacques Becker, Jean Cocteau, Paul Gilson, Georges Sadoul,i Luce Vigo, aleshores de vint anys. Sota l'impuls notable d'Agnès Varda, l'any 1959 es va crear l'associació Prix Jean-Vigo.
El jurat està format per membres de l'associació i convidats cooptats, cada any, per unanimitat a l'assemblea general anual.
Les pel·lícules a “competició” han de ser de producció francesa o de coproducció majoritàriament francesa i haver estat enllestides, com a molt aviat, després de la data de la cerimònia de lliurament dels premis Jean-Vigo de l'any anterior.
Els premis Jean-Vigo reconeixen la independència d'esperit, la qualitat i l'originalitat dels cineastes. L'autor-director és el guanyador del premi, no la seva pel·lícula. En lloc d'aclamar l'excel·lència d'una pel·lícula, el jurat vol fixar-se en un autor del futur, descobrir a través d'ell una passió i un regal. El “Vigo” no és un premi de consagració sinó un premi d'ànim, de confiança.
Cada any es concedeixen:
- el Premi Jean Vigo de llargmetratge,en francès Prix Jean Vigo du long métrage, a l'autor/a - ralitzador/a de una pel·lícula de llargmetratge;
- el Premi Jean Vigo de curtmetratge,en francès Prix Jean Vigo du court métrage, a l'autor/a - ralitzador/a de una pel·lícula de curtmetratge.[2]

Desde l'any 2008 s'atorga també un Vigo d'honor (en francès Vigo d'honneur) a un/a autor/a per la seva trajectòria.

## Palmarès
* Font:Palmarès de la competició a la pàgina oficial del premi. 
 * Fins als anys 1960 només s'atorgava un premi. 

#### Dècada de 1950
| Any  | Cineasta                                | Pel·lícula                              | Pais                                    |
| ---- | --------------------------------------- | --------------------------------------- | --------------------------------------- |
| 1951 | No hi va haver premi per llargmetratge. | No hi va haver premi per llargmetratge. | No hi va haver premi per llargmetratge. |
| 1952 | Henri Schneider                         | La Grande vie                           | França                                  |
| 1953 | No hi va haver premi per llargmetratge. | No hi va haver premi per llargmetratge. | No hi va haver premi per llargmetratge. |
| 1954 | No hi va haver premi per llargmetratge. | No hi va haver premi per llargmetratge. | No hi va haver premi per llargmetratge. |
| 1955 | No hi va haver premi per llargmetratge. | No hi va haver premi per llargmetratge. | No hi va haver premi per llargmetratge. |
| 1956 | No hi va haver premi per llargmetratge. | No hi va haver premi per llargmetratge. | No hi va haver premi per llargmetratge. |
| 1957 | No hi va haver premi per llargmetratge. | No hi va haver premi per llargmetratge. | No hi va haver premi per llargmetratge. |
| 1958 | No hi va haver premi per llargmetratge. | No hi va haver premi per llargmetratge. | No hi va haver premi per llargmetratge. |
| 1959 | Claude Chabrol                          | Le Beau Serge                           | França                                  |

| Any  | Cineasta                               | Pel·lícula                             | Pais                                   |
| ---- | -------------------------------------- | -------------------------------------- | -------------------------------------- |
| 1951 | Jean Lehérissey                        | La Montagne est verte                  | França                                 |
| 1952 | No hi va haver premi per curtmetratge. | No hi va haver premi per curtmetratge. | No hi va haver premi per curtmetratge. |
| 1953 | Albert Lamorisse                       | Crin blanc                             | França                                 |
| 1954 | Chris Marker i Alain Resnais           | Les statues meurent aussi              | França                                 |
| 1955 | Jean Vidal                             | Emile Zola                             | França                                 |
| 1956 | Alain Resnais                          | Nit i boira                            | França                                 |
| 1957 | Alain Jessua                           | Léon la lune                           | França                                 |
| 1958 | Louis Grospierre                       | Les Femmes de Stermetz                 | França                                 |
| 1959 | No hi va haver premi per curtmetratge. | No hi va haver premi per curtmetratge. | No hi va haver premi per curtmetratge. |

#### Dècada de 1960
| Any  | Cineasta                          | Pel·lícula                    | Pais              |
| ---- | --------------------------------- | ----------------------------- | ----------------- |
| 1960 | Jean-Luc Godard                   | Al final de l'escapada        | França            |
| 1961 | Jacques Panijel i Jean-Paul Sassy | La Peau et les os             | França            |
| 1962 | Yves Robert                       | La Guerre des boutons         | França            |
| 1963 | Frédéric Rossif                   | Mourir à Madrid               | Iugoslàvia        |
| 1964 | Robert Enrico                     | La Belle vie                  | França            |
| 1965 | No es va atorgar.                 | No es va atorgar.             | No es va atorgar. |
| 1966 | Sembène Ousmane                   | La Noire de…                  | Senegal           |
| 1967 | William Klein                     | Qui êtes-vous, Polly Maggoo ? | Estats Units      |
| 1968 | Christian de Chalonge             | O salto                       | França            |
| 1969 | Maurice Pialat                    | L'Enfance nue                 | França            |

| Any  | Cineasta           | Pel·lícula                    | Pais              |
| ---- | ------------------ | ----------------------------- | ----------------- |
| 1960 | Edouard Luntz      | ...Enfants des courants d'air | França            |
| 1961 | No es va atorgar.  | No es va atorgar.             | No es va atorgar. |
| 1962 | Maurice Cohen      | 10 juin 1944                  | França            |
| 1963 | Chris Marker       | La Jetée                      | França            |
| 1964 | Robert Destanque   | La Saint Firmin               | França            |
| 1965 | Gérald Belkin      | Fait à Coaraze                | França            |
| 1966 | No es va atorgar.  | No es va atorgar.             | No es va atorgar. |
| 1967 | No es va atorgar.  | No es va atorgar.             | No es va atorgar. |
| 1968 | Fernand Moszkowicz | Désirée                       | França            |
| 1969 | Louis Roger        | Le Deuxième Ciel              | França            |

#### Dècada de 1970
| Any  | Cineasta                          | Pel·lícula          | Pais   |
| ---- | --------------------------------- | ------------------- | ------ |
| 1970 | Raoul Coutard                     | Hoa binh            | França |
| 1971 | Jean-Louis Bertuccelli            | Remparts d'argile   | França |
| 1972 | Jérôme Laperrousaz                | Continental Circus  | França |
| 1973 | Guy Gilles                        | Absences répétés    | França |
| 1974 | Georges Perec i Bernard Queysanne | Un homme qui dort   | França |
| 1975 | René Féret                        | Histoire de Paul    | França |
| 1976 | Frank Cassenti                    | L'Affiche rouge     | França |
| 1977 | Christian Bricout                 | Paradiso            | França |
| 1978 | Jacques Champreux                 | Bako, l'autre rive  | França |
| 1979 | Jacques Davila                    | Certaines Nouvelles | França |

| Any  | Cineasta                   | Pel·lícula                    | Pais              |
| ---- | -------------------------- | ----------------------------- | ----------------- |
| 1970 | Laurent Gomes              | La Passion selon Florimond    | França            |
| 1971 | Jean-Charles Tacchella     | Les Derniers Hivers           | França            |
| 1972 | No es va atorgar.          | No es va atorgar.             | No es va atorgar. |
| 1973 | Pascal Aubier              | Le Soldat et les trois soeurs | França            |
| 1974 | Bruno Muel y Théo Robichet | Septembre chilien             | França            |
| 1975 | Christian Broutin          | La Corrida                    | França            |
| 1976 | Christian Paureilhe        | Caméra                        | França            |
| 1977 | No es va atorgar.          | No es va atorgar.             | No es va atorgar. |
| 1978 | No es va atorgar.          | No es va atorgar.             | No es va atorgar. |
| 1979 | Gérard Marx                | Nuit féline                   | França            |

#### Dècada de 1980
| Any  | Cineasta            | Pel·lícula                            | Pais              |
| ---- | ------------------- | ------------------------------------- | ----------------- |
| 1980 | René Gilson         | Ma blonde, entends-tu dans la ville ? | França            |
| 1981 | Jean-Pierre Sentier | Le Jardinier                          | França            |
| 1982 | Philippe Garrel     | L'Enfant secret                       | França            |
| 1983 | Gérard Mordillat    | Vive la sociale !                     | França            |
| 1984 | No es va atorgar.   | No es va atorgar.                     | No es va atorgar. |
| 1985 | Mehdi Charef        | Le Thé au harem d'Archimède           | Algèria           |
| 1986 | Jacques Rozier      | Maine océan                           | França            |
| 1987 | Laurent Perrin      | Buisson ardent                        | França            |
| 1988 | Luc Moullet         | La Comédie du travail                 | França            |
| 1989 | Dai Sijie           | Chine ma douleur                      | Xina              |

| Any  | Cineasta                 | Pel·lícula                      | Pais              |
| ---- | ------------------------ | ------------------------------- | ----------------- |
| 1980 | No es va atorgar.        | No es va atorgar.               | No es va atorgar. |
| 1981 | No es va atorgar.        | No es va atorgar.               | No es va atorgar. |
| 1982 | Marie-Claude Treilhou    | Lourdes l'hiver                 | França            |
| 1983 | Pierre-Henri Salfati     | La Fonte de Barlaeus            | França            |
| 1984 | No es va atorgar.        | No es va atorgar.               | No es va atorgar. |
| 1985 | Michel Chion             | Éponine                         | França            |
| 1986 | Agnès Merlet             | Poussière d'étoiles             | França            |
| 1987 | Joël Farges              | Pondichéry, juste avant l'oubli | França            |
| 1988 | François Margolin        | Elle et lui                     | França            |
| 1989 | Marie-Christine Perrodin | Le Porte-plume                  | França            |

#### Dècada de 1990
| Any  | Cineasta            | Pel·lícula                                        | Pais      |
| ---- | ------------------- | ------------------------------------------------- | --------- |
| 1990 | Patrick Grandperret | Mona et moi                                       | França    |
| 1991 | Éric Barbier        | Le Brasier                                        | França    |
| 1992 | Olivier Assayas     | Paris s'éveille                                   | França    |
| 1993 | Anne Fontaine       | Les histoires d'amour finissent mal... en général | Luxemburg |
| 1994 | Cédric Kahn         | Trop de bonheur                                   | França    |
| 1995 | Xavier Beauvois     | N'oublie pas que tu vas mourir                    | França    |
| 1996 | Pascal Bonitzer     | Encore                                            | França    |
| 1997 | Bruno Dumont        | La Vie de Jésus                                   | França    |
| 1998 | Claude Mouriéras    | Dis-moi que je rêve                               | França    |
| 1999 | Noémie Lvovsky      | La Vie ne me fait pas peur                        | França    |

| Any  | Cineasta           | Pel·lícula                | Pais              |
| ---- | ------------------ | ------------------------- | ----------------- |
| 1990 | Michel Such        | Elli fat mat              | Algèria           |
| 1991 | Arnaud Desplechin  | La Vie des morts          | França            |
| 1992 | Sophie Fillières   | Des Filles et des chiens  | França            |
| 1993 | Emmanuel Descombes | Faits et gestes           | França            |
| 1994 | Jacques Maillot    | 75 centilitres de prières | França            |
| 1995 | Laurent Cantet     | Tous à la manif           | França            |
| 1996 | No es va atorgar.  | No es va atorgar.         | No es va atorgar. |
| 1997 | Thomas Bardinet    | Soyons amis !             | França            |
| 1998 | Sébastien Lifshitz | Les Corps ouverts         | França            |
| 1999 | Christian Dor      | Le Bleu du ciel           | França            |

#### Dècada de 2000
| Any  | Cineasta                             | Pel·lícula                  | Pais              |
| ---- | ------------------------------------ | --------------------------- | ----------------- |
| 2000 | Orso Miret                           | De l'histoire ancienne      | França            |
| 2000 | Patricia Mazuy                       | Saint-Cyr                   | França            |
| 2001 | No es va atorgar.                    | No es va atorgar.           | No es va atorgar. |
| 2002 | Charles Najman                       | Royal Bonbon                | França            |
| 2003 | Jean-Paul Civeyrac                   | Toutes ces belles promesses | França            |
| 2004 | Patrick Mimouni                      | Quand je serai star         | Algèria           |
| 2005 | Jérôme Bonnell                       | Les Yeux clairs             | França            |
| 2005 | Julien Samani                        | La Peau trouée              | França            |
| 2006 | Laurent Achard                       | Le Dernier des fous         | França            |
| 2007 | Serge Bozon                          | La France                   | França            |
| 2008 | Emmanuel Finkiel                     | Nulle part, terre promise   | França            |
| 2009 | Olivier Ducastel i Jacques Martineau | L'Arbre et la Forêt         | França            |

| Any  | Cineasta                   | Pel·lícula              | Pais              |
| ---- | -------------------------- | ----------------------- | ----------------- |
| 2000 | Yves Caumon                | Les Filles de mon pays  | França            |
| 2001 | Alain Guiraudie            | Ce vieux rêve qui bouge | França            |
| 2001 | Emmanuel Bourdieu          | Candidature             | França            |
| 2002 | Sarah Petit i Michel Klein | L'Arpenteur             | França            |
| 2003 | Nathalie Loubeyre          | La Coupure              | França            |
| 2004 | Olivier Torres             | La Nuit sera longue     | França            |
| 2005 | No es va atorgar.          | No es va atorgar.       | No es va atorgar. |
| 2006 | Thomas Salvador            | De sortie               | França            |
| 2007 | F.J. Ossang                | Silencio                | França            |
| 2008 | Hélier Cisterne            | Les Paradis perdus      | França            |
| 2009 | Mikhaël Hers               | Montparnasse            | França            |

#### Dècada de 2010
| Any  | Cineasta               | Pel·lícula                          | Pais    |
| ---- | ---------------------- | ----------------------------------- | ------- |
| 2010 | Katell Quillévéré      | Un poison violent                   | França  |
| 2011 | Rabah Ameur-Zaïmeche   | Les Chants de Mandrin               | Algèria |
| 2012 | Héléna Klotz           | L'Âge atomique                      | França  |
| 2013 | Jean-Charles Fitoussi  | L'Enclos du temps                   | França  |
| 2014 | Jean-Charles Hue       | Mange tes morts : tu ne diras point | França  |
| 2015 | Damien Odoul           | La Peur                             | França  |
| 2016 | Albert Serra i Juanola | La mort de Lluís XIV                |         |
| 2017 | Mathieu Amalric        | Barbara                             | França  |
| 2018 | Yann Gonzalez          | Un couteau dans le cœur             | França  |
| 2018 | Jean-Bernard Marlin    | Shéhérazade                         | França  |
| 2019 | Stéphane Batut         | Vif-argent                          | França  |

| Año  | Cineasta              | Película                               | País    |
| ---- | --------------------- | -------------------------------------- | ------- |
| 2010 | Nicolas Pariser       | La République                          | França  |
| 2011 | Damien Manivel        | La Dame au chien                       | França  |
| 2012 | Vincent Dietschy      | La Vie parisienne                      | França  |
| 2012 | Louis Garrel          | La Règle de trois                      | França  |
| 2013 | Yann Le Quellec       | Le Quepa sur la vilni !                | França  |
| 2014 | Sébastien Betbeder    | Inupiluk                               | França  |
| 2015 | Pierre-Emmanuel Urcun | Le Derniers des Céfrancs               | França  |
| 2016 | Vincent le Port       | Le Gouffre                             | França  |
| 2017 | Emmanuel Marre        | Le Film de l'été                       | França  |
| 2018 | Guillaume Brac        | L'Amie du dimanche (Contes de juillet) | França  |
| 2019 | Claude Schmitz        | Braquer Poitiers                       | Bèlgica |

#### Dècada de 2020
| Any  | Cineasta           | Pel·lícula     | Pais   |
| ---- | ------------------ | -------------- | ------ |
| 2020 | Sophie Letourneur  | Enorme         | França |
| 2021 | Axelle Ropert      | Petite Solange | França |
| 2022 | Alice Diop         | Saint Omer     | França |
| 2023 | Dominique Marchais | La Rivière     | França |
| 2024 | Louise Courvoisier | Vingt dieux    | Suïssa |

| Año  | Cineasta        | Película                    | País   |
| ---- | --------------- | --------------------------- | ------ |
| 2020 | Mathilde Profit | Un adieu                    | França |
| 2021 | Lila Pinell     | Le Roi David                | França |
| 2022 | Virgil Vernier  | Kindertotenlieder           | França |
| 2023 | Julia Kowalski  | J'ai vu le visage du diable | França |
| 2024 | Lais Decaster   | Car wash                    | França |

## Vigo d'Honor
| Any  | Premiat                     | Pais      |
| ---- | --------------------------- | --------- |
| 2008 | Jacques Doillon             | França    |
| 2010 | Otar Iosseliani             | Geòrgia   |
| 2011 | Jean-Marie Straub           | França    |
| 2012 | Agnès Varda                 | Bèlgica   |
| 2013 | Léos Carax                  | França    |
| 2016 | Paul Vecchiali              | França    |
| 2017 | Aki Kaurismäki              | Finlàndia |
| 2018 | Jean-François Stévenin      | França    |
| 2019 | Alain Cavalier              | França    |
| 2020 | Arnaud i Jean-Marie Larrieu | França    |
| 2021 | Claire Denis                | França    |
| 2022 | Jacques Nolot               | França    |
| 2023 | Claire Simon                | França    |
| 2024 | Elia Suleiman               | Israel    |